# Twilight (film 1912)
Twilight  è un cortometraggio muto del 1912. Il nome del regista non viene riportato tra i titoli del film che, prodotto dalla  Essanay Film Manufacturing Company, aveva come interpreti Francis X. Bushman, Martha Russell, Ruth Stonehouse e Harry Mainhall.

## Trama
Il vecchio Silas Grant e la moglie vivono una vita felice e tranquilla nella loro piccola fattoria. Vedendo germogliare l'amore tra Ruth, la loro graziosa nipote, e Harry, tornano alla loro memoria i teneri ricordi degli anni passati, riaccendendo nei loro occhi invecchiati la scintilla della giovinezza.

## Produzione
Il film fu prodotto dalla Essanay Film Manufacturing Company.

## Distribuzione
Distribuito dalla General Film Company, il film - un cortometraggio a una bobina - uscì nelle sale cinematografiche statunitensi il 6 settembre 1912.